# Ahornspitze
Ahornspitze – szczyt w Alpach Zillertalskich, położonych w Alpach Wschodnich. Znajduje się w dolinie Zillertal w Austrii.